# معهد علم الفيروسات البشرية
معهد علم الفيروسات البشرية (IHV) التابع لكلية الطب بجامعة ماريلاند هو مركز يقع في مدينة بالتيمور يركز على الأمراض الفيروسية المزمنة، وبشكل خاص فيروس العوز المناعي البشري/متلازمة العوز المناعي المكتسب، وأمراض السرطان المتعلقة بالفيروسات. والمعهد جزء من كلية الطب بجامعة ماريلاند، بالتعاون مع ولاية ماريلاند ومدينة بالتيمور ونظام جامعة ماريلاند والنظام الطبي في جامعة ماريلاند، ومدير المعهد هو روبرت سي غالو. وقد تم تأسيس المعهد في عام 1996، وبه الآن فريق عمل يتكون من أكثر من 100 شخص ومشاركات دولية في 109 مواقع.

## البحوث
تشمل البحوث التي يتم إجراؤها في المعهد علم الفيروسات الأساسي والعلم التطبيقي لتطوير التلقيح والتطبيقات السريرية المباشرة.

## وصلات خارجية
- Institute of Human Virology
- Institute of Human Virology, Nigeria